# Lijst van rijksmonumenten in 's-Graveland
De Noord-Hollandse plaats 's-Graveland telt 121 inschrijvingen in het rijksmonumentenregister. Hieronder een overzicht.
| Object | Oorspronkelijke functie?  | Bouwjaar                          | Architect       | Locatie             | Coördinaten?                 | Nr.?   | Afbeelding |
| --- | ------------------------- | --------------------------------- | --------------- | ------------------- | ---------------------------- | ------ | --- |
| In d'Londvaerder 1673 | Boerderij                 | 1673                              |                 | Beresteinseweg 27   | 52° 13' 30" NB, 5° 8' 19" OL | 17332  | Meer afbeeldingen |
| Zuidersluiswoning van de 's-Gravelandse Polder | Woonhuis                  | 18e eeuw                          |                 | Emmaweg 82          | 52° 13' 17" NB, 5° 7' 19" OL | 17333  | Meer afbeeldingen |
| Koepel met rieten dak | Tuin, park en plantsoen   | begin 19e eeuw                    |                 | Leeuwenlaan bij 42  | 52° 14' 27" NB, 5° 7' 52" OL | 17334  | Upload foto |
| Theekoepel van Land en Bosch | Tuin, park en plantsoen   | 18e eeuw                          |                 | Leeuwenlaan 40      | 52° 14' 17" NB, 5° 8' 10" OL | 17335  | Meer afbeeldingen |
| Huis met zadeldak | Woonhuis                  | 1700-1800                         |                 | Noordereinde 1      | 52° 14' 19" NB, 5° 7' 18" OL | 17339  | Meer afbeeldingen |
| Verdiepingloos pand met lijstgevel aan de straatzijde. Zadeldak en zijtuitgevels. | Woonhuis                  | 18e-19e eeuw                      |                 | Noordereinde 105    | 52° 14' 32" NB, 5° 7' 17" OL | 17342  | Meer afbeeldingen |
| Pand naast raadhuis gelegen | Woonhuis                  | 1868                              |                 | Noordereinde 121    | 52° 14' 33" NB, 5° 7' 17" OL | 17343  | Meer afbeeldingen |
| Raadhuis met tympanon over de gehele voorgevel | Bestuursgebouw en onderdl | 19e eeuw                          |                 | Noordereinde 123    | 52° 14' 33" NB, 5° 7' 17" OL | 17344  | Meer afbeeldingen |
| Breed dubbel pand met lijstgevel aan de straatzijde het pand, dat verschillende verbouwingen heeft ondergaan, met name voor wat betreft het linker gedeelte -toegevoegde verhoging boven de oorspronkelijke | Woonhuis                  | 18e of 19e eeuw                   |                 | Noordereinde 129    | 52° 14' 34" NB, 5° 7' 17" OL | 17345  | Breed dubbel pand met lijstgevel aan de straatzijde het pand, dat verschillende verbouwingen heeft ondergaan, met name voor wat betreft het linker gedeelte -toegevoegde verhoging boven de oorspronkelijke |
| Pand met tuitgevel aan de straatzijde | Woonhuis                  | 19e eeuw                          |                 | Noordereinde 145    | 52° 14' 38" NB, 5° 7' 16" OL | 17346  | Meer afbeeldingen |
| Veltzicht | Woonhuis                  | 18e eeuw (toegangspoort)          |                 | Noordereinde 151    | 52° 14' 40" NB, 5° 7' 16" OL | 17347  | Meer afbeeldingen |
| Huis met rechte kroonlijst in topgevels uitlopend | Woonhuis                  | 18e eeuw                          |                 | Noordereinde 153    | 52° 14' 40" NB, 5° 7' 16" OL | 17348  | Meer afbeeldingen |
| Pand zonder verdieping pand met lijstgevel aan de straatzijde voor de forse kap een dakkapel met driehoekig fronton en zijwangen                                                                            | Woonhuis                  |                                   |                 | Noordereinde 155    | 52° 14' 40" NB, 5° 7' 16" OL | 17349  | Meer afbeeldingen |
| Fors verdiepingsloos pand | Woonhuis                  |                                   |                 | Noordereinde 169    | 52° 14' 43" NB, 5° 7' 16" OL | 17350  | Meer afbeeldingen |
| Fors verdiepingsloos pand | Werk-woonhuis             |                                   |                 | Noordereinde 171    | 52° 14' 43" NB, 5° 7' 16" OL | 17351  | Meer afbeeldingen |
| Pand zonder verdieping pand met gepleisterde door een lijst afgesloten lage gevel aan de straatzijde negenruits schuifvenster met luiken behangen                                                           | Woonhuis                  |                                   |                 | Noordereinde 171A   | 52° 14' 43" NB, 5° 7' 16" OL | 17352  | Meer afbeeldingen |
| Pand zonder verdieping pand waarvan de 2 beuken evenwijdig lopen met de straat | Woonhuis                  | waarschijnlijk 19e eeuw           |                 | Noordereinde 173    | 52° 14' 44" NB, 5° 7' 16" OL | 17353  | Meer afbeeldingen |
| Pand met forse met vlechtingen gemetselde tuitgevel aan de straat | Woonhuis                  |                                   |                 | Noordereinde 175    | 52° 14' 44" NB, 5° 7' 16" OL | 17354  | Meer afbeeldingen |
| Dubbelbeukig pand waarvan de voorste en hoogste beuk aan de straatzijde is afgesloten met een lijstgevel die voor wat de middelste drie traveeën betreft met een verdieping verhoogd is                     | Woonhuis                  | 18e of eerste helft 19e eeuw      |                 | Noordereinde 265    | 52° 14' 58" NB, 5° 7' 15" OL | 17355  | Meer afbeeldingen |
| Gepleisterd boerderijtje onder met riet gedekt zadeldak | Boerderij                 | 18e eeuw                          |                 | Noordereinde 2      | 52° 14' 20" NB, 5° 7' 19" OL | 17356  | Gepleisterd boerderijtje onder met riet gedekt zadeldak |
| Pastorie van de Nederlands Hervormde Kerk | Kerkelijke dienstwoning   |                                   |                 | Noordereinde 12     | 52° 14' 29" NB, 5° 7' 20" OL | 17358  | Pastorie van de Nederlands Hervormde Kerk |
| Nederlands-hervormde kerk van 's-Graveland | Kerk en kerkonderdeel     | 1657-1658                         | Daniel Stalpert | Noordereinde 14     | 52° 14' 30" NB, 5° 7' 20" OL | 17359  | Meer afbeeldingen |
| Kaatshuis | Woonhuis                  | 1874                              |                 | Noordereinde 34     | 52° 14' 38" NB, 5° 7' 23" OL | 17360  | Kaatshuis |
| 't Huys Brambergen | Boerderij                 | 1643                              |                 | Noordereinde 54     | 52° 15' 3" NB, 5° 7' 23" OL  | 17363  | Meer afbeeldingen |
| Verdiepingsloos pand | Woonhuis                  |                                   |                 | Noordereinde 153A   | 52° 14' 40" NB, 5° 7' 16" OL | 17366  | Meer afbeeldingen |
| Sluis met ijzeren brug | Brug                      | ca. 1870/1880                     |                 | Noordersluis        | 52° 14' 27" NB, 5° 7' 52" OL | 17367  | Upload foto |
| Tolhuisje | Overheidsgebouw           | 19e eeuw                          |                 | Stichtse Kade 48    | 52° 15' 33" NB, 5° 7' 26" OL | 17368  | Upload foto |
| Pand, bestaande uit twee evenwijdige vleugels met gepleisterde muren en pannen zadeldaken tussen puntgevels                                                                                                 | Woonhuis                  | 18e of eerste helft 19e eeuw      |                 | Zuidereinde 25      | 52° 13' 59" NB, 5° 7' 25" OL | 17369  | Upload foto |
| Dwarshuis onder met riet en pannen gedekt zadeldak tussen puntgevels, geheel gepleisterd | Woonhuis                  | 18e eeuw                          |                 | Zuidereinde 107     | 52° 13' 38" NB, 5° 7' 20" OL | 17374  | Meer afbeeldingen |
| Rechthoekig huisje bestaande uit begane-grond met zadeldak tussen puntgevels. | Woonhuis                  | begin 19e eeuw                    |                 | Zuidereinde 20      | 52° 14' 15" NB, 5° 7' 18" OL | 17376  | Upload foto |
| Huis 'oversticht' rechthoekig statig huis aan de vaart gelegen, het dak door vier schoorstenen bekroond, schuiframen met kleine roeden                                                                      | Woonhuis                  |                                   |                 | Zuidereinde 22      | 52° 14' 14" NB, 5° 7' 18" OL | 17377  | Meer afbeeldingen |
| Pand uit de 18e of het begin van de 19e eeuw, gepleisterd en met een rieten zadeldak, dat aan de voor- en achterzijde wordt afgesloten door een puntgevel                                                   | Woonhuis                  |                                   |                 | Zuidereinde 86      | 52° 13' 59" NB, 5° 7' 18" OL | 17379  | Meer afbeeldingen |
| Boerderijtje onder rieten wolfsdak | Boerderij                 |                                   |                 | Zuidereinde 90      | 52° 13' 52" NB, 5° 7' 19" OL | 17380  | Meer afbeeldingen |
| Voormalig Gereformeerde Kerk (Ankerveen) | Kerk en kerkonderdeel     |                                   |                 | Hollands End 24     | 52° 16' 23" NB, 5° 6' 21" OL | 17390  | Upload foto |
| Dubbelbeukig dubbel pand | Woonhuis                  | 1850                              |                 | Noordereinde 42     | 52° 14' 56" NB, 5° 7' 17" OL | 451893 | Dubbelbeukig dubbel pand |
| Jagtlust: huis Jagtlust | Kasteel, buitenplaats     | 17e en eind 18e eeuw              |                 | Leeuwenlaan 42      | 52° 14' 18" NB, 5° 8' 17" OL | 468113 | Meer afbeeldingen |
| Jagtlust: historische tuin en parkaanleg | Tuin, park en plantsoen   | eind 18e en eerste helft 19e eeuw |                 | Leeuwenlaan 42      | 52° 14' 19" NB, 5° 8' 13" OL | 468114 | Jagtlust: historische tuin en parkaanleg |
| Jagtlust: koetshuis, paardestal annex tuinmanswoning | Bijgebouwen kastelen enz. | eind 18e eeuw                     |                 | Leeuwenlaan 42      | 52° 14' 18" NB, 5° 8' 17" OL | 468116 | Upload foto |
| Jagtlust: theekoepel | Tuin, park en plantsoen   | 1820-1829                         |                 | Leeuwenlaan 42      | 52° 14' 18" NB, 5° 8' 17" OL | 468117 | Meer afbeeldingen |
| Jagtlust: kinderspeelhuisje | Tuin, park en plantsoen   | 1910                              |                 | Leeuwenlaan 42      | 52° 14' 18" NB, 5° 8' 17" OL | 468118 | Jagtlust: kinderspeelhuisje |
| Jagtlust: duiventoren | Tuin, park en plantsoen   | ca. 1862                          |                 | Leeuwenlaan 42      | 52° 14' 18" NB, 5° 8' 17" OL | 468119 | Meer afbeeldingen |
| Jagtlust: Toegangshekken met pijlers | Erfscheiding              | ca. 1900                          |                 | Leeuwenlaan 42      | 52° 14' 18" NB, 5° 8' 17" OL | 468120 | Jagtlust: Toegangshekken met pijlers |
| Jagtlust: Vaste brug | Bijgebouwen kastelen enz. | ca. 1930                          |                 | Leeuwenlaan 42      | 52° 14' 18" NB, 5° 8' 17" OL | 468121 | Jagtlust: Vaste brug |
| Jagtlust: Boothuisje | Bijgebouwen kastelen enz. | 1791 (eerste vermelding)          |                 | Leeuwenlaan 42      | 52° 14' 18" NB, 5° 8' 17" OL | 468122 | Jagtlust: Boothuisje |
| Jagtlust: Moestuinmuur/hek | Tuin, park en plantsoen   | waarschijnlijk 1824               |                 | Leeuwenlaan 42      | 52° 14' 18" NB, 5° 8' 17" OL | 468123 | Jagtlust: Moestuinmuur/hek |
| Jagtlust: Moestuinmuur/hek | Erfscheiding              | eerste helft 19e eeuw             |                 | Leeuwenlaan 42      | 52° 14' 18" NB, 5° 8' 17" OL | 468124 | Upload foto |
| Jagtlust: Westelijke druivenkas | Tuin, park en plantsoen   | 1824 (inscriptie)                 |                 | Leeuwenlaan 42      | 52° 14' 18" NB, 5° 8' 17" OL | 468125 | Jagtlust: Westelijke druivenkas |
| Jagtlust: oostelijke druivenkas | Tuin, park en plantsoen   | eind 19e eeuw                     |                 | Leeuwenlaan 42      | 52° 14' 18" NB, 5° 8' 17" OL | 468126 | Upload foto |
| Jagtlust: Centrale kas | Tuin, park en plantsoen   | eind 19 eeuw                      |                 | Leeuwenlaan 42      | 52° 14' 18" NB, 5° 8' 17" OL | 468127 | Jagtlust: Centrale kas |
| Jagtlust: kweekbakken | Tuin, park en plantsoen   | einde 19e eeuw                    |                 | Leeuwenlaan 42      | 52° 14' 18" NB, 5° 8' 17" OL | 468128 | Jagtlust: kweekbakken |
| Jagtlust: schuur | Bijgebouwen kastelen enz. | eind 18e eeuw                     |                 | Leeuwenlaan 42      | 52° 14' 18" NB, 5° 8' 17" OL | 468129 | Jagtlust: schuur |
| Jagtlust: grot | Tuin, park en plantsoen   | ca. 1875                          |                 | Leeuwenlaan 42      | 52° 14' 18" NB, 5° 8' 17" OL | 468130 | Jagtlust: grot |
| Jagtlust: hunebed | Tuin, park en plantsoen   | 1900-1919 (eerste vermelding)     |                 | Leeuwenlaan 42      | 52° 14' 18" NB, 5° 8' 17" OL | 468131 | Jagtlust: hunebed |
| Boekesteyn, landhuis | Kasteel, buitenplaats     | 1700-1800                         |                 | Noordereinde 56     | 52° 15' 10" NB, 5° 7' 20" OL | 520832 | Meer afbeeldingen |
| Boekesteyn, historische aanleg | Tuin, park en plantsoen   | 1634-1900                         |                 | Noordereinde bij 56 | 52° 15' 7" NB, 5° 7' 49" OL  | 520833 | Meer afbeeldingen |
| Boekesteyn, dienstwoningen | Dienstwoning              | 1850-1899                         |                 | Noordereinde 271    | 52° 15' 3" NB, 5° 7' 15" OL  | 520834 | Meer afbeeldingen |
| Boekesteyn, tuinmanswoning | Bijgebouwen kastelen enz. | 1880                              |                 | Noordereinde 281    | 52° 15' 8" NB, 5° 7' 15" OL  | 520835 | Meer afbeeldingen |
| Boekesteyn, koetshuis | Bijgebouwen kastelen enz. | 1880                              |                 | Noordereinde 283    | 52° 15' 9" NB, 5° 7' 15" OL  | 520836 | Meer afbeeldingen |
| Sperwershof, koetsierswoning | Bijgebouwen kastelen enz. | 1880                              |                 | Ankeveensepad 5     | 52° 14' 56" NB, 5° 7' 23" OL | 520838 | Meer afbeeldingen |
| Sperwershof, tuinmanswoning | Bijgebouwen kastelen enz. | 1910                              |                 | Ankeveensepad 6     | 52° 14' 56" NB, 5° 7' 32" OL | 520839 | Meer afbeeldingen |
| Sperwershof, historische park- en tuinaanleg | Tuin, park en plantsoen   | 1888                              |                 | Noordereinde bij 50 | 52° 14' 59" NB, 5° 7' 28" OL | 520840 | Meer afbeeldingen |
| Sperwershof, hek | Waterkering en -doorlaat  | 1700-1800                         |                 | Noordereinde bij 50 | 52° 14' 59" NB, 5° 7' 28" OL | 520841 | Meer afbeeldingen |
| Sperwershof, tuinmuur | Tuin, park en plantsoen   | 1700-1800                         |                 | Noordereinde bij 50 | 52° 14' 59" NB, 5° 7' 28" OL | 520842 | Meer afbeeldingen |
| Sperwershof, dienstwoning | Dienstwoning              | 1875-1900                         |                 | Oude Meentweg 10    | 52° 14' 58" NB, 5° 8' 23" OL | 520843 | Upload foto |
| Sperwershof, kademuur | Waterweg, werf en haven   | 1880                              |                 | Noordereinde bij 52 | 52° 14' 60" NB, 5° 7' 23" OL | 520844 | Upload foto |
| Schoonoord, historische tuin- en parkaanleg | Tuin, park en plantsoen   | 1775-1930                         |                 | Zuidereinde bij 11  | 52° 14' 7" NB, 5° 7' 24" OL  | 520846 | Upload foto |
| Schoonoord, sokkels met lantaarns bij de entree, behorende bij de historische buitenplaats schoonoord | Straatmeubilair           | 1900                              |                 | Zuidereinde bij 11  | 52° 14' 7" NB, 5° 7' 24" OL  | 520847 | Schoonoord, sokkels met lantaarns bij de entree, behorende bij de historische buitenplaats schoonoord |
| Schoonoord, bakstenen dam | Waterkering en -doorlaat  | 1775-1800                         |                 | Zuidereinde bij 11  | 52° 14' 7" NB, 5° 7' 24" OL  | 520848 | Upload foto |
| Schoonoord, hoofdhuis | Woonhuis                  | 1930                              |                 | Zuidereinde 11      | 52° 14' 7" NB, 5° 7' 24" OL  | 520849 | Meer afbeeldingen |
| Schoonoord, schuur en aangebouwde tuinmuur, behorende bij het landhuis 'schoonoord' | Bijgebouwen kastelen enz. | 1930                              |                 | Zuidereinde bij 11  | 52° 14' 7" NB, 5° 7' 24" OL  | 520850 | Upload foto |
| Schoonoord, prieel De Rose Wees | Tuin, park en plantsoen   | 1925                              |                 | Zuidereinde bij 11  | 52° 14' 7" NB, 5° 7' 24" OL  | 520851 | Upload foto |
| Schoonoord, prieel | Tuin, park en plantsoen   | 1900-1925                         |                 | Zuidereinde bij 11  | 52° 14' 7" NB, 5° 7' 24" OL  | 520852 | Upload foto |
| Schoonoord, duiventil | Tuin, park en plantsoen   | 1930                              |                 | Zuidereinde bij 11  | 52° 14' 7" NB, 5° 7' 24" OL  | 520853 | Upload foto |
| Schoonoord atelier | Bijgebouwen kastelen enz. | 1900-1940                         |                 | Zuidereinde bij 11  | 52° 14' 7" NB, 5° 7' 24" OL  | 520854 | Upload foto |
| Wasserij Gooi en Eemland | Nijverheid                | 1870                              |                 | Zuidereinde 28      | 52° 14' 11" NB, 5° 7' 18" OL | 520860 | Meer afbeeldingen |
| Gooilust | Kasteel, buitenplaats     | 1778-1786                         |                 | Zuidereinde 49      | 52° 13' 48" NB, 5° 7' 50" OL | 521478 | Gooilust |
| Gooilust, historische aanleg | Tuin, park en plantsoen   |                                   |                 | Zuidereinde bij 49  | 52° 13' 46" NB, 5° 7' 55" OL | 521479 | Gooilust, historische aanleg |
| Gooilust, brug en toegangshek | Tuin, park en plantsoen   | 1780                              |                 | Zuidereinde bij 49  | 52° 13' 48" NB, 5° 7' 20" OL | 521480 | Meer afbeeldingen |
| Gooilust, moestuin, schuur, tuinmuren oranjerie en koude bak | Tuin, park en plantsoen   |                                   |                 | Zuidereinde bij 49  | 52° 13' 48" NB, 5° 7' 49" OL | 521481 | Gooilust, moestuin, schuur, tuinmuren oranjerie en koude bak |
| Gooilust, prieel | Tuin, park en plantsoen   | 1900                              |                 | Zuidereinde bij 49  | 52° 13' 43" NB, 5° 7' 56" OL | 521482 | Gooilust, prieel |
| Gooilust, ensemble dierverblijven (6) | Bijgebouwen kastelen enz. | 1895-1909                         |                 | Zuidereinde bij 49  | 52° 13' 48" NB, 5° 8' 3" OL  | 521483 | Gooilust, ensemble dierverblijven (6) |
| Boswachtershuis | Bijgebouwen kastelen enz. | 1850                              |                 | Corverslaan 3       | 52° 14' 27" NB, 5° 7' 52" OL | 521484 | Boswachtershuis |
| Gooilust, portierswoning | Bijgebouwen kastelen enz. | 1890                              |                 | Zuidereinde 47      | 52° 13' 44" NB, 5° 7' 41" OL | 521485 | Upload foto |
| Bouwzicht | Bijgebouwen kastelen enz. |                                   |                 | Zuidereinde 53      | 52° 13' 43" NB, 5° 7' 30" OL | 521486 | Meer afbeeldingen |
| Landgoed Spanderswoud | Kasteel, buitenplaats     | 1850-1860                         |                 | Spanderswoud 1      | 52° 14' 47" NB, 5° 7' 29" OL | 521981 | Meer afbeeldingen |
| Spanderswoud: historische tuin- en parkaanleg | Tuin, park en plantsoen   | 18e eeuw                          |                 | Spanderswoud bij 1  | 52° 14' 47" NB, 5° 7' 29" OL | 522125 | Meer afbeeldingen |
| Spanderswoud: stenen brug met inrijhek | Tuin, park en plantsoen   | tweede helft 19e eeuw             |                 | Spanderswoud bij 1  | 52° 14' 47" NB, 5° 7' 29" OL | 522126 | Meer afbeeldingen |
| Spanderwoud: brug met lantaarns | Tuin, park en plantsoen   | vroeg-19e eeuw                    |                 | Spanderswoud bij 1  | 52° 14' 47" NB, 5° 7' 29" OL | 522127 | Meer afbeeldingen |
| Spanderwoud: houten poortgebouw met rietenkap | Tuin, park en plantsoen   | ca. 1900                          |                 | Spanderswoud bij 1  | 52° 14' 47" NB, 5° 7' 29" OL | 522128 | Upload foto |
| Spanderwoud: fruitmuren | Tuin, park en plantsoen   | 1865                              |                 | Spanderswoud bij 1  | 52° 14' 47" NB, 5° 7' 29" OL | 522129 | Upload foto |
| Spanderwoud: ensemble van dienstwoningen en stallen | Bijgebouwen kastelen enz. | 1850-1903                         |                 | Spanderswoud 2      | 52° 14' 48" NB, 5° 7' 30" OL | 522130 | Meer afbeeldingen |
| Spanderswoud: boerderij "Spandershof" | Bijgebouwen kastelen enz. | 18e eeuw                          |                 | Spanderswoud 6      | 52° 14' 50" NB, 5° 7' 29" OL | 522131 | Meer afbeeldingen |
| Tuinderswoning "Petite Grangette" | Bijgebouwen kastelen enz. | begin 20e eeuw                    |                 | Spanderswoud 8      | 52° 14' 39" NB, 5° 7' 57" OL | 522132 | Upload foto |
| Portierswoning, hek en wilhelminaboom | Bijgebouwen kastelen enz. | 1890-1900                         |                 | Oude Meentweg 6     | 52° 14' 46" NB, 5° 8' 24" OL | 522133 | Upload foto |
| Trompenburgh | Kasteel, buitenplaats     | 1675                              |                 | Zuidereinde 43      | 52° 13' 55" NB, 5° 7' 22" OL | 522880 | Meer afbeeldingen |
| Trompenburgh: historische park- en tuinaanleg | Tuin, park en plantsoen   | 17e-18e eeuw                      |                 | Zuidereinde bij 43  | 52° 13' 56" NB, 5° 7' 48" OL | 522881 | Meer afbeeldingen |
| Trompenburgh: tuinmanshuis | Bijgebouwen kastelen enz. | 1866                              |                 | Zuidereinde 41      | 52° 13' 56" NB, 5° 7' 25" OL | 522882 | Meer afbeeldingen |
| Hilverbeek | Kasteel, buitenplaats     | 1725-1730                         |                 | Leeuwenlaan 7       | 52° 14' 22" NB, 5° 7' 44" OL | 523476 | Meer afbeeldingen |
| Hilverbeek, historische tuin- en parkaanleg | Tuin, park en plantsoen   | 18e/19e eeuw                      |                 | Leeuwenlaan bij 7   | 52° 14' 22" NB, 5° 7' 44" OL | 523706 | Meer afbeeldingen |
| Hilverbeek, moestuinensemble met tuinmanswoning en slangenmuur | Bijgebouwen kastelen enz. | ca. 1731                          |                 | Leeuwenlaan 3       | 52° 14' 21" NB, 5° 7' 51" OL | 523707 | Upload foto |
| Hilverbeek, brug met toegangshek | Tuin, park en plantsoen   | 1808                              |                 | Leeuwenlaan bij 7   | 52° 14' 22" NB, 5° 7' 44" OL | 523816 | Upload foto |
| Hilverbeek, neogotische brug | Tuin, park en plantsoen   | 1836                              |                 | Leeuwenlaan bij 7   | 52° 14' 22" NB, 5° 7' 44" OL | 524070 | Upload foto |
| Hilverbeek, koetshuis en oranjerie | Bijgebouwen kastelen enz. | 1808                              |                 | Leeuwenlaan 1       | 52° 14' 21" NB, 5° 7' 50" OL | 524071 | Meer afbeeldingen |
| Hilverbeek, ijskelder | Tuin, park en plantsoen   | 1830                              |                 | Leeuwenlaan bij 7   | 52° 14' 22" NB, 5° 7' 44" OL | 524072 | Upload foto |
| Boerderij Stofbergen met stal, kapberegen en schuurtje | Bijgebouwen kastelen enz. | 1636                              |                 | Leeuwenlaan 13      | 52° 14' 30" NB, 5° 8' 13" OL | 524073 | Meer afbeeldingen |
| Boerderijtje (9): kleine 18de-eeuwse boerderij bij de historische buitenplaats Hilverbeek | Bijgebouwen kastelen enz. |                                   |                 | Noordereinde 2      | 52° 14' 20" NB, 5° 7' 19" OL | 524074 | Meer afbeeldingen |
| Schoonoord | Woonhuis                  | 1930                              |                 | Zuidereinde 46      | 52° 14' 7" NB, 5° 7' 24" OL  | 526144 | Schoonoord |
| Sperwershof, hek en dam | Erfscheiding              | 1850-1900                         |                 | Ankeveensepad bij 5 | 52° 14' 56" NB, 5° 7' 23" OL | 526146 | Upload foto |
| Schaep en Burgh | Kasteel, buitenplaats     | 1700-1725                         |                 | Noordereinde 60     | 52° 15' 14" NB, 5° 7' 19" OL | 526505 | Meer afbeeldingen |
| Schaep en Burgh, historische aanleg | Tuin, park en plantsoen   | 1815-1820                         |                 | Noordereinde bij 60 | 52° 15' 14" NB, 5° 7' 19" OL | 526506 | Schaep en Burgh, historische aanleg |
| Schaep en Burgh, oranjerie | Bijgebouwen kastelen enz. | 1700-1800                         |                 | Noordereinde bij 60 | 52° 15' 14" NB, 5° 7' 19" OL | 526507 | Schaep en Burgh, oranjerie |
| Schaep en Burgh, koetshuis | Bijgebouwen kastelen enz. | 1700-1800                         |                 | Noordereinde bij 60 | 52° 15' 14" NB, 5° 7' 19" OL | 526508 | Schaep en Burgh, koetshuis |
| Schaep en Burgh, brug en toegangshek | Tuin, park en plantsoen   | 1800-1900                         |                 | Noordereinde bij 60 | 52° 15' 14" NB, 5° 7' 19" OL | 526509 | Schaep en Burgh, brug en toegangshek |
| Schaep en Burgh, tuinhuis | Bijgebouwen kastelen enz. | 1820                              |                 | Noordereinde bij 60 | 52° 15' 14" NB, 5° 7' 19" OL | 526510 | Meer afbeeldingen |
| Schaep en Burgh, ijskelder | Tuin, park en plantsoen   | 1802-1813                         |                 | Noordereinde bij 60 | 52° 15' 14" NB, 5° 7' 19" OL | 526511 | Schaep en Burgh, ijskelder |
| Schaep en Burgh, houten schuur | Bijgebouwen kastelen enz. | 1850                              |                 | Noordereinde bij 60 | 52° 15' 14" NB, 5° 7' 19" OL | 526512 | Upload foto |
| Schaep en Burgh, slangenmuur en muurkas | Tuin, park en plantsoen   |                                   |                 | Noordereinde bij 60 | 52° 15' 14" NB, 5° 7' 19" OL | 526513 | Meer afbeeldingen |
| Schaep en Burgh, twee bruggen | Tuin, park en plantsoen   | 1800-1900                         |                 | Noordereinde bij 60 | 52° 15' 14" NB, 5° 7' 19" OL | 526514 | Upload foto |
| Spanderswoud, dienstwoning | Bijgebouwen kastelen enz. | 1900-1910                         |                 | Noordereinde 6      | 52° 14' 27" NB, 5° 7' 20" OL | 527113 | Upload foto |